# Wang Pengren
Wang Pengren (en chino: 王朋仁; Shanghái, 1965) es un deportista chino que compitió en bádminton, en la modalidad de dobles mixto.
Ganó dos medallas en el Campeonato Mundial de Bádminton, oro en 1987 y bronce en 1989.

## Palmarés internacional
| Campeonato Mundial | Campeonato Mundial  | Campeonato Mundial | Campeonato Mundial |
| Año                | Lugar               | Medalla            | Prueba             |
| ------------------ | ------------------- | ------------------ | ------------------ |
| 1987               | Pekín (China)       | Medalla de oro     | Dobles mixto       |
| 1989               | Yakarta (Indonesia) | Medalla de bronce  | Dobles mixto       |